# Dolore e forza
Dolore e forza è un singolo del cantautore italiano Biagio Antonacci, pubblicato il 23 maggio 2014 come secondo estratto dal tredicesimo album in studio L'amore comporta.

## La canzone
Il brano è una classica ballad romantica, con un arrangiamento tipico di Antonacci. Il testo struggente si snoda su una musica delicata e sensuale, dove a farla da padrone è l'introduzione col violino.

## Video musicale
Il videoclip del brano è stato girato all'interno dello Stadio Marcantonio Bentegodi di Verona con Biagio Antonacci ripreso seduto su una sedia mentre suona il basso elettrico.

## Classifiche
| Classifica (2014) | Posizione massima |
| ----------------- | ----------------- |
| Italia            | 20                |